# پلیمر گرماسخت

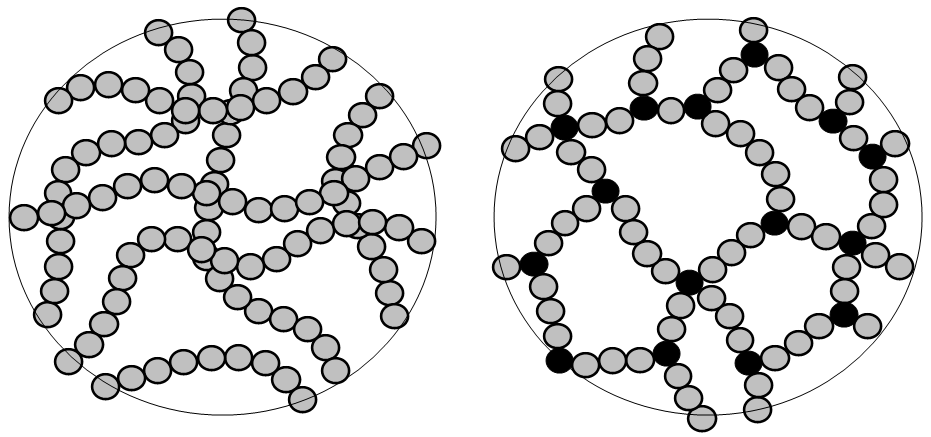
شرح تصویر؛ سمت چپ؛ زنجیره‌های پلیمری خطی منفرد. سمت راست؛ زنجیره‌های پلیمری که به‌هم متصل شده‌اند تا یک‌پلیمر گرماسخت سه‌بعدی سفت و سخت را ایجاد کنند.

گرماسخت یا ترموست ویژگی نوعی پلاستیک است که در نتیجهٔ گرما دیدن، ترکیب شیمیایی و شکل ظاهری آن تغییر می‌کند. گرماسخت به بسپارهایی گفته می‌شود که در اثر اِعمال گرما در آن‌ها پیوندهای عرضی با واکنش‌های شیمیایی ایجاد می‌شود و در نتیجه جرم مولکولی متوسط آن‌ها بالا رفته و به حالت یکپارچه صلب درمی‌آیند.
معمولاً این رزین‌های مایع پس از ترکیب با هاردنر یا خشک‌کن یا عامل تسریع‌کنندهٔ واکنش، شروع به واکنش غیرقابل برگشت کرده و سخت می‌گردند. از این نوع رزین‌ها می‌توان رزین پلی استر، وینیل استر، اپوکسی و … را نام برد.

## مزایای پلیمر گرماسخت
1. پلیمرهای گرماسخت نسبت به پلیمرهای گرمانرم قابلیت و عملکرد تحمل بار در دما و فشار بالاتر را دارند.
2. پلیمرهای گرماسخت دارای جرم مولکولی کم و به صورت مایع یا با گران‌روی پایین هستند که با استفاده از رادیکال‌های آزاد در پیوند آن‌ها به‌صورت جامد در می‌آیند.
3. پلیمرهای گرماسخت، پایداری حرارتی مناسبی دارند.
4. پلیمرهای گرماسخت، دارای مقاومت شیمیایی مناسب هستند.
5. عملکرد مناسب در برابر خزش و آسودگی تنش

## معایب پلیمر گرماسخت
1. عمر کوتاه
2. بر اثر ترکیب با ماده عمل‌آوری

الف) کرنش نهایی کم در زمان گسیختگی دارد
ب) مقاومت کم در برابر ضربه

## انواع گرماسخت‌ها

### پلی‌اورتان‌ها
این پلیمرها در فرم‌های مختلف نظیر فوم‌های انعطاف‌پذیر و سخت، الاستومورها و رزین‌های مایع استفاده می‌شوند. پلی‌اورتان‌ها در برابر اسیدها و بازهای قوی و حلال‌های آلی دارای مقاومت خوردگی پایین هستند و فوم‌های انعطاف‌پذیر عمدتاً برای کاربردهای خانگی (نظیر بسته‌بندی) استفاده می‌شوند، درحالی‌که فوم‌های سخت به عنوان مواد عایق حرارتی برای انتقال سیالات سرمایشی و فرآورده‌های غذایی سرد به‌کار گرفته می‌شود.

#### انواع پلی‌اورتان
پلی‌اورتان‌ها را می‌توان چنین طبقه‌بندی کرد:
- – فوم نرم سبک مناسب برای تهیهٔ انواع مبل، صندلی خودروها و تخت خواب
- – فوم سخت سبک که در تهیهٔ عایق‌های گرمایی به‌کار می‌رود.
- – الاستومر جامد نرم (لاندا) الاستومر سبک که در تولید کفش کاربرد دارد.
- – پلاستیک نرم که برای تولید نوار و تسمه مناسب است.
- – پلاستیک جامد سخت که در دستگاه‌های الکترونیکی، حسگرها و مدارهای خودروها استفاده می‌شود.

##### فوم پلی‌اورتان نرم
این فراورده از واکنش پلی‌اُول‌ها با دی ایزوسیانات‌ها، در حضور کاتالیزور، عامل حجم‌دهندهٔ کمکی و برخی از افزودنی‌های دیگر به دست می‌آید. برای تولید این فوم باید آن را به حال خود گذاشت تا آزادانه رشد کند. بلوک‌های کوچک فوم در قالب‌های روباز، جعبه یا محفظه‌های مناسب دیگر قرار می‌گیرد و سپس در شکل و اندازه‌های دلخواه برای استفاده در مبلمان بریده می‌شود. فوم نرم در تولید تشک مبلمان و بالشتک صندلی خودرو به کار می‌رود که همه، فراورده‌هایی قابل بازیافت‌اند.

##### فوم سخت و سبک
ساختن سقف‌های گنبدی و شکل‌های ویژه با فوم، راحت‌تر از چوب است. گذشته از دیوارها و سقف، عایق‌های گرمایی که در خانه‌ها استفاده می‌شوند از جنس فوم پلی‌اورتان هستند. رزین پلی‌اورتان نیز به‌دلیل ساختار یکپارچه و مقاومت در برابر آب، در تولید کف‌پوش‌ها کاربرد دارد. بخش میانی برخی از تخته‌های موج‌سواری از فوم سخت قالب‌گیری می‌شود و پس از آن‌که به شکل ویژه‌ای درمی‌آید، با یک پوشش فایبرگلاس و رزین پلی‌استری پوشانده می‌شود. بدنهٔ برخی از قایق‌ها نیز از فوم پلی‌اورتان سخت تهیه می‌شود که میان لایه‌های فایبرگلاس ساندویچ شده‌است. این فوم، مقاوم و شناور بودن قایق‌ها را تأمین می‌کند.

### کاربردها
از پلی‌اورتان‌های گران‌تر، بیشتر به عنوان پوشش بیرونی وسایل استفاده می‌شود. پوشش پلی‌اورتان نسبت به لاک یا روغن، لایهٔ نازک، سخت و بادوام‌تری ایجاد می‌کند و در تهیهٔ صندلی‌های نرم، قالب‌های نارسانا، درپوش و واشرهای ریزساختار، الاستیک‌های بادوام برای خودروها به‌کار می‌روند. مواد درزگیر، چسب و جال‌دهنده از جمله کاربردهای پلی‌اورتان‌ها به‌شمار می‌روند.
- کاربرد در منسوجات: با افزون پلی‌اورتان به یک پلی‌استر، پوشش‌های ضدآب به دست می‌آیند. استفادهٔ متداول‌تر پلی‌اورتان در نساجی در شکل اسپندکس است. الیاف این فراورده انعطاف‌پذیر است. چنانچه اسپندکس همراه با رشته‌هایی از جنس کتان، نایلون یا پلی‌استر تنیده شود فراورده‌ای با قابلیت کشش مناسب برای لباس‌های ورزشی به دست می‌آید.
- تولید جالدهنده‌ها: پلی‌اورتان‌ها در برابر عواملی که از کیفیت رنگ و جلا می‌کاهند از جمله آب، دمای بسیار کم یا بسیار زیاد، قارچ‌ها و کپک‌ها پایدارند. پوشش پلی‌اورتان نسبت به لاک یا روغن، لایهٔ نازک سخت و بادوام‌تری ایجاد می‌کند که به ویژه کف‌پوش‌های چوبی را در برابر خوردگی و ساییده شدن حفظ می‌کند. اما این پوشش در برابر گرما و ضربه مقاوم نیست. اگر پلی‌اورتان به خوبی روی چوب نفوذ کند این مشکل تا اندازه‌ای برطرف خواهد شد. استفاده از پلی‌اورتان به عنوان پوشش بیرونی، دشوار است زیرا این ماده به پرتوهای فرابنفش حساس است. برای رفع این کاستی باید از جاذب‌های فرابنفش یا جالدهنده‌ها همراه با پلی‌اورتان‌ها استفاده کرد.
- چسب‌ها: چسب‌های پلی‌اورتان کارایی گسترده‌ای دارند و برای مواد گوناگون شامل چوب، فلز، بتن، شیشه و پلاستیک مناسبند. خاصیت ضدآب این چسب‌ها، آن‌ها را به عنوان چسب چوب‌کاری معرفی کرده‌است. این چسب‌ها پس از خشک شدن انعطاف‌پذیری زیادی از خود نشان می‌دهند.
- کاربرد در پزشکی :در ساخت وسایل پزشکی پلی‌اورتان‌های گرمانرم مناسب برای کارگذاشتن در بدن استفاده می‌شوند. این انواع پلی‌اورتان خواص مکانیکی خوبی دارند از جمله کشش‌پذیری، مقاومت در برابر ساییدگی و تخریب و سازگاری زیستی خوبی نیز از خود به نمایش می‌گذارند. این ویژگی‌ها آن‌ها را در گروه مواد مناسب جهت کاربردهای پزشکی قرار داده‌است.

#### تخریب پلی‌اورتان‌ها
عوامل گوناگون از جمله آبکافت، نورکافت، اکسایش، گرما و عوامل زیست‌شناختی می‌توانند به تجزیهٔ پلی‌اورتان‌ها بپردازند. آنزیم‌ها و حملهٔ جانداران ذره‌بینی همچون قارچ‌ها و کپک‌ها نیز می‌تواند به ساختار پلی‌اورتان‌ها آسیب بزند. در این جریان، پیوندهای استری و اورتانی موجود در ساختار پلی‌اورتان تجزیه می‌شوند؛ استرها به اسید و الکل تبدیل می‌شوند و پیوندهای اورتانی کربامیک اسید و الکل تولید می‌کنند.

### پلاستیک‌های فوران
این پلاستیک‌ها از فنولیک گران‌تر هستند، اما استحکام کششی بالاتری دارند. بعضی مواد در این دسته دارای مقاومت قلیایی بیشتر هستند. مقاومت حرارتی این پلی‌استرها حدود ۸۰ درجهٔ سانتی‌گراد است

### رزین‌های اپوکسی
اپوکسی هم یک بسپار گرماسخت یا گرماسخت است؛ که از دو مادهٔ شیمیایی مختلف تشکیل شده. این دو ماده را با نام رزین و سخت‌کننده یا فعال‌ساز یا هاردنر می‌شناسند. رزین از تکپارها یا بسپارهایی با زنجیر کوتاه که در انتهایشان یک گروه اپوکساید قرار دارد تشکیل می‌شود؛ و هاردنر از دو نوع سیکلو آمینی برای چسب‌ها و کف‌پوش‌های اپوکسی بدون حلال و پلی‌آمید برای رنگ‌های اپوکسی حلال‌دار تشکیل می‌گردند که نیاز است برای خشک شدن با رزین به‌خوبی مخلوط شود و طی زمان مشخصی پیوند تکمیل شده و خشک می‌گردد. اپوکسی آمینی به‌علت نداشتن حلال و در نتیجه کاهش حجم بیشتر کاربرد چسب و کفپوش اپوکسی را داراست و اپوکسی پلی‌آمیدی که بیشتر به عنوان رنگ اپوکسی مورد استفاده قرار می‌گیرد. کفپوش اپوکسی در بیمارستان‌ها و صنایع مختلف کاربرد فراوانی دارند و رنگ اپوکسی گزینهٔ مناسبی برای جلوگیری از خوردگی و زنگ‌زدگی در صنایع هستند.

#### کاربردها
کاربردهای موادی که بر پایهٔ اپوکسی ساخته می‌شوند گسترده‌است و مهم‌ترین آن در ساخت رنگ اپوکسی و کفپوش اپوکسی است و همچنین شامل کاربرد در ساخت موادی چون چسب‌ها، کامپوزیت‌ها (مانند موادی که از فایبرگلاس یا الیاف کربن استفاده می‌کنند) و تقویت‌کننده‌ها می‌شود.
ساختار شیمیایی اپوکسی‌ها این اجازه را می‌دهد که بسپارهای گوناگونی با خواص بسیار متفاوت تولید شود. به‌طور کلی اپوکسی‌ها را به خاطر چسبندگی، مقاومت شیمیایی و گرمایی، خواص خوب یا حتی عالی مکانیکی، و مقاومت الکتریکی بسیار خوب آن‌ها نسبت به بیشتر رزین‌های دیگر می‌شناسند. بسیاری از خواص اپوکسی‌ها را می‌توان تغییر داد، برای مثال اپوکسی‌های پرشده از نقره که رسانایی الکتریکی خوبی دارند یا اپوکسی پرشده از روی که مقاومت خوردگی خوبی دارد یا مخلوط آن با ریزالیاف‌های کربن آن‌ها را رسانا می‌کند نیز وجود دارد و این در حالی است که اپوکسی خالص عایق الکتریکی است. برخی از انواع که دارای خاصیت عایقی/رسانایی در برابر گرما هستند و مقاومت الکتریکی بالایی دارند در الکترونیک کاربرد دارند.

##### اپوکسی در موارد زیر کاربرد وسیعی دارد
رنگ‌ها و پوشش – چسب‌ها – قالب‌های صنعتی و کامپوزیت‌ها – سامانه‌های الکتریکی و الکترونیک – مصارف خانگی و دریایی – هوافضا – زیست‌شناسی – هنر – کفپوش‌های دکوراتیو و کفپوش اپوکسی گرانیت

#### مزایای روکش صنعتی اپوکسی
افزایش مقاومت بتن در برابر فرسایش، تخریب و بیشتر مواد شیمیایی. روکش اپوکسی مطلقاً جذب آب ندارد و از نفوذ آب، روغن و سایر مایعات به جسم بتن جلوگیری می‌کند. روکش اپوکسی، سبک و کم‌حجم بوده و از ایجاد هرگونه گرد و غبار جلوگیری می‌نماید. روکش اپوکسی به صورت یکپارچه و در رنگ‌های متنوع اجرا می‌گردد.

## مثال‌هایی از گرماسخت
سیستم‌های فایبرگلاس پلی‌استر: ترکیبات قالب‌ریزی و سازهٔ ورق و سازهٔ فله
استرهای سیانات یا Polycyanurates برای کاربردهای الکترونیک با نیاز برای خواص دی‌الکتریک و شیشه‌ای مورد نیاز به دمای بالا در کائوچو و مواد مرکب
قالب یا قالب دونده (قسمت پلاستیکی سیاه و سفید در مدارهای مجتمع یا نیمه‌رسانا)
قالب‌گیری تزریقی واکنشی (برای اشیاء مانند جعبهٔ بطری شیر استفاده می‌شود)
قالب‌ریزی و سازهٔ اکستروژن (مورد استفاده برای ساخت لوله‌ها، موضوعات پارچه و عایق برای کابل برق)
قالب‌ریزی و سازه‌های فشرده‌سازی (مورد استفاده برای شکل‌دادن به اکثر پلاستیک گرماسخت)
چرخش ریخته‌گری (مورد استفاده برای تولید طعمه‌های ماهیگیری و دستگاه‌های، مینیاتور بازی، مجسمه، نمادها و همچنین تولید و جایگزینی قطعات)